# Lurocalis
Lurocalis is een geslacht van vogels uit de familie van de nachtzwaluwen (Caprimulgidae). De wetenschappelijke naam van het geslacht is voor het eerst geldig gepubliceerd in 1851 door Cassin.

## Soorten
De volgende soorten zijn bij het geslacht ingedeeld:
- Lurocalis rufiventris – Roodbuiknachtzwaluw
- Lurocalis semitorquatus – Kortstaartnachtzwaluw